# Richia olearia
Richia olearia là một loài bướm đêm trong họ Noctuidae.